# Republika Rio Grande
Republika Rio Grande – krótko istniejące państwo w Ameryce Północnej pomiędzy Republiką Teksasu a Meksykiem.
17 stycznia 1840 położone przy granicy z Republiką Teksasu meksykańskie stany Coahuila, Nuevo León i Tamaulipas ogłosiły secesję i utworzenie nowego państwa ze stolicą w Laredo. Tego samego dnia powołano władze republiki, na których czele jako prezydent stanął Jesús de Cárdenas.
W dniach 24-25 marca 1840 pod Morales doszło do bitwy między wojskami republiki a armią meksykańską, w której armia Rio Grande poniosła klęskę. Wojska republiki wycofały się do Teksasu, skąd powróciły 1 czerwca zasilone niewielką grupą teksańskich ochotników. 25 października oddziały Rio Grande ponownie poniosły klęskę.
6 listopada dowódca armii Rio Grande, Antonio Canales Rosillo zawarł porozumienie z rządem meksykańskim, na mocy którego rozpuścił swoje oddziały. Pozbawiona wojska republika przestała tym samym istnieć.